# 青野大介
青野 大介（あおの だいすけ、1979年9月19日 - ）は、愛媛県周桑郡丹原町（現：西条市）出身の元サッカー選手、サッカー指導者。ポジションは、MF。

## 略歴
丹原東中学校卒業後、高校年代は愛媛FCユースに所属。当時の愛媛FCユースはトップチームより強いとされ、同期には不老伸行、吉村圭司がいた。1997年度の天皇杯では、1回戦でJFL所属の北陸電力に勝利したが、2種（高校）年代のチームが1種チームを破ったのは大会史上初めてのことだった。同試合で青野はVゴールを含む2得点をあげた。
関西学院大学（関西学院大学体育会サッカー部）卒業後、2002年にガンバ大阪に加入したが2年間在籍して公式戦の出場機会なし。2004年にヴィッセル神戸に移籍したが、公式戦出場はないまま戦力外となった。2003年、2004年は怪我でシーズンの半分をリハビリに費やした。
2005年にアルビレックス新潟移籍後、プロ4年目にして開幕戦のFC東京戦に起用されJリーグデビューを果たすが、左サイドバックで起用され、本職の攻撃的MFではなかった。2005年はJ1リーグ戦16試合に出場したが、監督が反町康治から鈴木惇に代わった2006年はカップ戦のみの出場にとどまった。
2007年からは故郷の愛媛FCへ移籍。同年6月2日、J2第19節東京ヴェルディ1969戦にてJ初ゴールを奪うと、次の試合でも2試合連続ゴールを奪い、チームの連勝に貢献。「ゆりかご」パフォーマンスで妹の出産を祝うことができた。2008年後半から愛媛でレギュラーとして常に出場するようになる。2008年9月19日、自身の誕生日に入籍。翌2009年に長女が生まれた直後の試合でゴールを決めるなどしたが、怪我の影響もあり同年オフに現役を引退した。
2010年からは愛媛FCの普及育成部門のスタッフを務め、2015年に育成統括ダイレクターに就任。
2018年5月、愛媛FCのヘッドコーチに就任。ダイレクター業務も兼任する。
2019年はトップチームから離れ、愛媛FCのアカデミースタッフに就任。2020年11月27日、愛媛FCのゼネラルマネージャーに就任した。

## 所属クラブ
- 丹原東中学校
- 愛媛FCユース（愛媛県立松山中央高等学校）
- 関西学院大学
- 2002年 - 2003年 ガンバ大阪
- 2004年 ヴィッセル神戸
- 2005年 - 2006年 アルビレックス新潟
- 2007年 - 2009年 愛媛FC

## 個人成績
| 国内大会個人成績 | 国内大会個人成績 | 国内大会個人成績 | 国内大会個人成績 | 国内大会個人成績 | 国内大会個人成績 | 国内大会個人成績  | 国内大会個人成績  | 国内大会個人成績 | 国内大会個人成績 | 国内大会個人成績 | 国内大会個人成績 |
| 年度             | クラブ           | 背番号           | リーグ           | リーグ戦         | リーグ戦         | リーグ杯          | リーグ杯          | オープン杯       | オープン杯       | 期間通算         | 期間通算         |
| 年度             | クラブ           | 背番号           | リーグ           | 出場             | 得点             | 出場              | 得点              | 出場             | 得点             | 出場             | 得点             |
| 日本             | 日本             | 日本             | 日本             | リーグ戦         | リーグ戦         | リーグ杯          | リーグ杯          | 天皇杯           | 天皇杯           | 期間通算         | 期間通算         |
| ---------------- | ---------------- | ---------------- | ---------------- | ---------------- | ---------------- | ----------------- | ----------------- | ---------------- | ---------------- | ---------------- | ---------------- |
| 1998             | 関学大           | 13               | -                | -                | -                | -                 | -                 |                  |                  |                  |                  |
| 2002             | G大阪            | 19               | J1               | 0                | 0                | 0                 | 0                 | 0                | 0                | 0                | 0                |
| 2003             | G大阪            | 19               | J1               | 0                | 0                | 0                 | 0                 | 0                | 0                | 0                | 0                |
| 2004             | 神戸             | 21               | J1               | 0                | 0                | 0                 | 0                 | 0                | 0                | 0                | 0                |
| 2005             | 新潟             | 25               | J1               | 16               | 0                | 0                 | 0                 | 0                | 0                | 16               | 0                |
| 2006             | 新潟             | 7                | J1               | 0                | 0                | 1                 | 0                 | 0                | 0                | 1                | 0                |
| 2007             | 愛媛             | 27               | J2               | 24               | 2                | -                 | -                 | 4                | 0                | 28               | 2                |
| 2008             | 愛媛             | 27               | J2               | 26               | 3                | -                 | -                 | 2                | 0                | 28               | 3                |
| 2009             | 愛媛             | 27               | J2               | 20               | 1                | -                 | -                 | 1                | 0                | 21               | 1                |
| 通算             | 日本             | 日本             | J1               | 16               | 0                | 1                 | 0                 | 0                | 0                | 17               | 0                |
| 通算             | 日本             | 日本             | J2               | 70               | 6                | -                 | -                 | 7                | 0                | 77               | 6                |
| 通算             | 日本             | 日本             | 他               | -                | -                | -\|\|\|\|\|\|\|\| | -\|\|\|\|\|\|\|\| |                  |                  |                  |                  |
| 総通算           | 総通算           | 総通算           | 総通算           | 86               | 6                | 1                 | 0                 | 7                | 0                | 94               | 6                |

## 指導歴
- 2010年 - 愛媛FC
  - 2010年 スクールコーチ
  - 2011年 - 2014年 U-15監督
  - 2015年 - 2017年 U-18監督
  - 2018年 - 愛媛FCアカデミーダイレクター
  - 2018年5月 - 同年12月 ヘッドコーチ
  - 2019年 U-18監督
  - 2020年11月 -  ゼネラルマネージャー